# Nduka Anyanwu
Nduka Anyanwu (15 de abril de 1980 – 12 de setembro de 2010) foi um futebolista nigeriano. Jogou na Alemanha a maior parte de sua carreira.